# Kryminalni

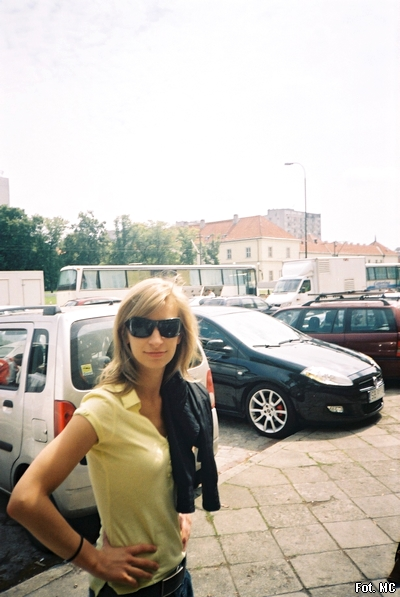
Magdalena Schejbal na planie serialu, 14 lipca 2007

Kryminalni – polski serial kryminalny w reżyserii Ryszarda Zatorskiego i Piotra Wereśniaka, wyprodukowany przez MTL Maxfilm i emitowany na antenie TVN od 18 września 2004 do 24 maja 2008 w soboty o godzinie 20:35.
Serial opowiada o pracy policjantów z Wydziału Kryminalnego Komendy Stołecznej Policji. Głównym bohaterem jest komisarz (w późniejszych odcinkach podinspektor) Adam Zawada (Marek Włodarczyk), któremu w rozwiązaniu zagadek pomaga dwoje młodych podkomisarzy: Marek Brodecki (Maciej Zakościelny) i Barbara Storosz (Magdalena Schejbal).
Serial zdobył nagrodę Telekamery w latach 2006–2008 w kategorii „serial kryminalny”, a w 2009 zdobył Złotą Telekamerę.

## Fabuła
Akcja serialu rozgrywa się w Warszawie i okolicach. Większość odcinków stanowi zamkniętą całość, w których bohaterowie pracują nad rozwiązaniem nowej kryminalnej zagadki.

## Zakończenie emisji i próby reaktywacji
Po ósmym sezonie produkcja serialu została zakończona, mimo że scenariusze kolejnych odcinków były już napisane. Powodem był brak porozumienia pomiędzy stacją TVN a
producentami. W późniejszym terminie wielokrotnie próbowano reaktywować serial (chciano między innymi, by kolejne sezony pokazywała telewizja Polsat), jednak wszystkie próby zakończyły się niepowodzeniem.

## Obsada

### Główna
- Marek Włodarczyk – nadkomisarz, później podinspektor Adam Zawada, naczelnik wydziału po odejściu na emeryturę inspektora Grodzkiego
- Maciej Zakościelny – podkomisarz Marek Brodecki
- Magdalena Schejbal – podkomisarz, później komisarz Barbara Storosz
- Ryszard Filipski – 
 inspektor Ryszard Grodzki, Emerytowany Naczelnik Wydziału
- Dorota Landowska – prokurator Dorota Wiśniewska
- Tomasz Karolak – posterunkowy, później aspirant Szczepan Żałoda
- Kamil Maćkowiak – prokurator okręgowy Jacek Dumicz
- Ewa Kutynia – starszy aspirant Zuzanna Ostrowska

### Drugoplanowa
| Aktor                               | Rola                                                                                                | Okres występowania                          |
| ----------------------------------- | --------------------------------------------------------------------------------------------------- | ------------------------------------------- |
| Adam Ferency                        | patolog Maksymilian Opaliński                                                                       | 2004–2008 (serie 1–8)                       |
| Lech Łotocki                        | lekarz policyjny                                                                                    | 2004–2008 (serie 1–8)                       |
| Krzysztof Kiersznowski              | Krzysztof Raszyński, policjant z wydziału ds. narkotyków                                            | 2004–2005 (serie 1–2)                       |
| Mirosław Zbrojewicz                 | Rafał Nowicki, dowódca antyterrorystów                                                              | 2004–2005 (serie 1–2)                       |
| Maciej Marczewski                   | Rafał „Roki”, policjant wydziału ds. narkotyków                                                     | 2004–2005, 2007 (serie 1–2, 7)              |
| Iwona Wszołkówna                    | Lucynka, kelnerka w barze                                                                           | 2004 (seria 1)                              |
| Ewa Kania                           | Maria Brodecka, matka Marka Brodeckiego                                                             | 2004, 2006 (serie 1, 5)                     |
| Ireneusz Dydliński                  | lekarz                                                                                              | 2004–2007 (serie 1, 4–5, 7)                 |
| Staś Chocianowski Tomasz Gregorczyk | Krzyś Brodecki, syn Patrycji i Marka                                                                | 2004–2006 (serie 1–5)                       |
| Małgorzata Lewińska                 | Tereska, kelnerka w barze                                                                           | 2005 (serie 2–3)                            |
| Tomasz Kot                          | nadkomisarz Andrzej Grudziński                                                                      | 2005 (serie 2–3)                            |
| Violetta Kołakowska                 | nadkomisarz Olga Rojewska                                                                           | 2005 (seria 3)                              |
| Stanisław Mikulski                  | Jan Zawada, ojciec Adama Zawady                                                                     | 2005–2008 (serie 2–8)                       |
| Magdalena Górska                    | Patrycja, była partnerka Marka, matka jego syna                                                     | 2005–2006 (serie 2–5)                       |
| Joanna Liszowska                    | Iza, dziennikarka i była partnerka komisarza Adama Zawady                                           | 2005–2006 (serie 2–4)                       |
| Katarzyna Herman                    | Marta Lipska-Zawada, zastrzelona żona Adama Zawady                                                  | 2005–2006 (serie 2, 5)                      |
| Bartłomiej Świniarski               | Paweł Lipski, syn zastrzelonej Marty Lipskiej-Zawady i Roberta Laszuka                              | 2005–2008 (serie 2, 5–8)                    |
| Dominika Kluźniak                   | podinspektor Agnieszka Kamińska, policjantka z wydziału ds. walki z terrorem kryminalnym i zabójstw | 2006 (seria 4)                              |
| Krzysztof Respondek                 | komisarz Łukasz Strzelecki, policjant ze Śląska                                                     | 2006 (seria 4)                              |
| Łukasz Konopka                      | gen.inspektor Jerzy Nowak, policjant z Centralnego Biura Śledczego                                  | 2006 (seria 4)                              |
| Daniel Olbrychski                   | Krzysztof Brodecki, ojciec Marka Brodeckiego                                                        | 2006 (seria 5)                              |
| Dominik Łoś                         | komisarz Miłosz „Kozak” Kozakiewicz, policjant z Gdańska                                            | 2006, 2008 (serie 5, 8)                     |
| Piotr Siwkiewicz                    | Robert Laszuk, ojciec Pawła Lipskiego                                                               | 2007 (serie 6–7)                            |
| Małgorzata Kożuchowska              | scenarzystka Natalia Orłowska                                                                       | 2007–2008 (serie 6–8)                       |
| Katarzyna Żak                       | komisarz Aldona Sulik                                                                               | 2007 (seria 7)                              |
| Alżbeta Lenska                      | komisarz Julia Wierzbicka, agentka Centralnego Biura Śledczego                                      | 2008 (seria 8)                              |
| Lesław Żurek                        | komisarz Rafał Król, agent Centralnego Biura Śledczego                                              | 2008 (seria 8)                              |
| Artur Dziurman                      | Paweł Nowacki „Pawełek” Jarosław Nowacki „Hiszpan” lub „Jareczek”                                   | 2004-2005 (serie 1-2) 2006-2007 (serie 5-6) |

## Spis serii

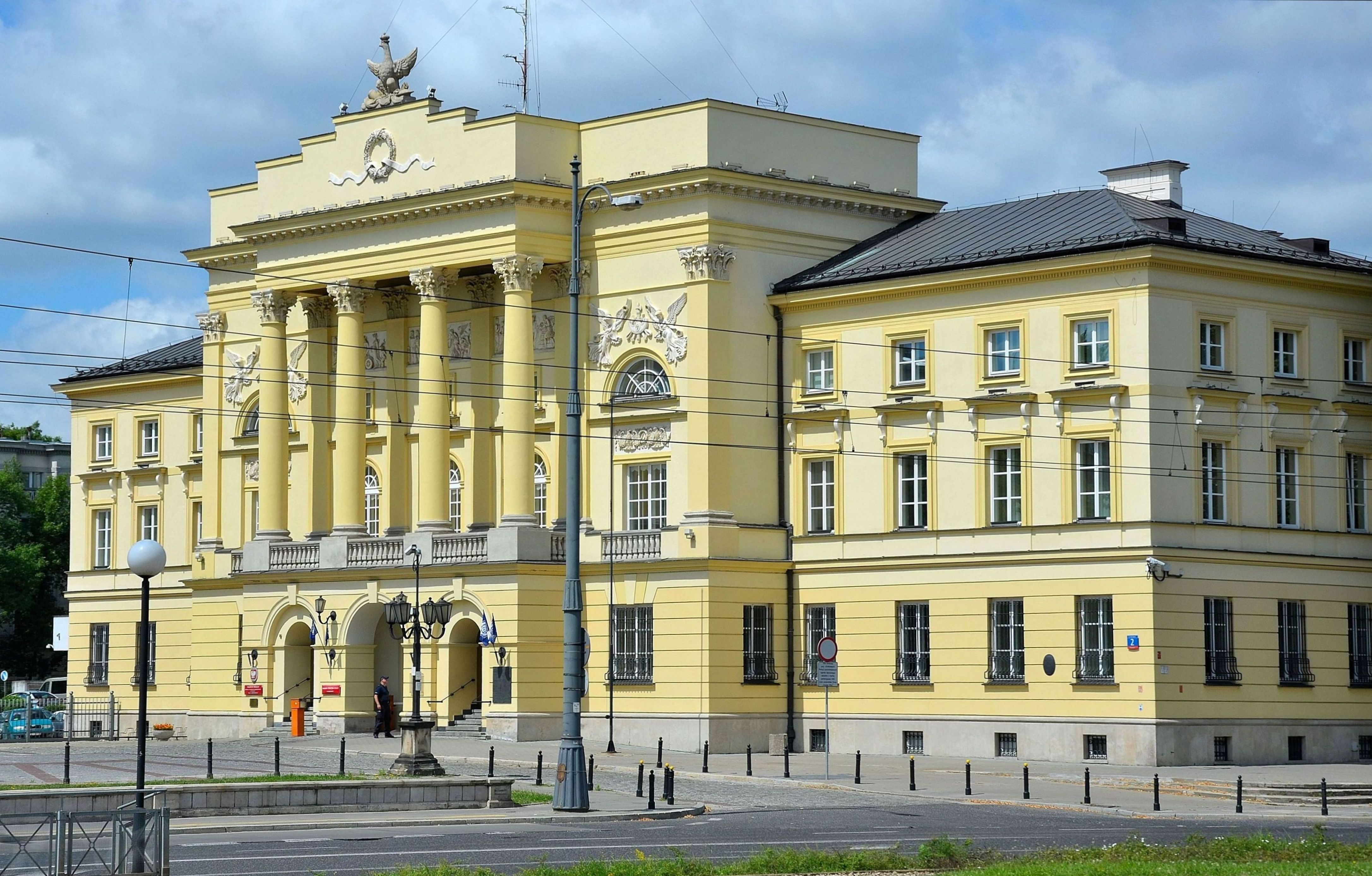
Pałac Mostowskich, główna siedziba bohaterów serialu

| Seria | Seria | Sezon       | Odcinki     | Premiera serii   | Finał serii     | Pora emisji   | Średnia oglądalność |
| ----- | ----- | ----------- | ----------- | ---------------- | --------------- | ------------- | ------------------- |
|       | 1     | jesień 2004 | 1–13 (13)   | 18 września 2004 | 11 grudnia 2004 | sobota, 20.35 | 2 425 846           |
|       | 2     | wiosna 2005 | 14–26 (13)  | 12 marca 2005    | 18 czerwca 2005 | sobota, 20.35 | 2 844 351           |
|       | 3     | jesień 2005 | 27–39 (13)  | 10 września 2005 | 10 grudnia 2005 | sobota, 20.35 | 3 237 019           |
|       | 4     | wiosna 2006 | 40–52 (13)  | 4 marca 2006     | 3 czerwca 2006  | sobota, 20.35 | 3 711 959           |
|       | 5     | jesień 2006 | 53–65 (13)  | 16 września 2006 | 9 grudnia 2006  | sobota, 20.35 | 3 365 526           |
|       | 6     | wiosna 2007 | 66–75 (10)  | 10 marca 2007    | 12 maja 2007    | sobota, 20.35 | 3 064 102           |
|       | 7     | jesień 2007 | 76–88 (13)  | 8 września 2007  | 1 grudnia 2007  | sobota, 20.35 | 2 715 912           |
|       | 8     | wiosna 2008 | 89–101 (13) | 1 marca 2008     | 24 maja 2008    | sobota, 20.35 | 2 571 436           |

## Oficjalne wydawnictwa
- Kryminalni – sezon 1 (pakiet 4 płyt DVD) (premiera: 13 kwietnia 2006) (sprzedawane także z Gazetą Wyborczą na 6 płytach DVD[5])
- Kryminalni – sezon 2 (pakiet 4 płyt DVD) (premiera: 28 czerwca 2007)
- Kryminalni – sezon 3 (pakiet 4 płyt DVD) (premiera: 19 lipca 2007)
- Kryminalni – sezon 4 (pakiet 4 płyt DVD) (premiera: 4 października 2007)
- Kryminalni – sezon 5 (pakiet 4 płyt DVD) (premiera: 16 listopada 2007)
- Kryminalni – sezon 6 (pakiet 3 płyt DVD)
- Kryminalni – sezon 7 (pakiet 4 płyt DVD)
- Kryminalni – sezon 8 (pakiet 4 płyt DVD) (premiera: 19 czerwca 2008)
- Kryminalni – muzyka z serialu (muzyka Macieja Zielińskiego) (premiera: 23 maja 2007)[6]
- Świat Kryminalnych (książka autorstwa Marzeny Czuby)[7]

## Kryminalni: Misja śląska
16 grudnia 2006 premierę miał film fabularny Kryminalni: Misja śląska w reżyserii Macieja Pieprzycy. Produkcja była próbą połączenia trzech odcinków serialu Kryminalni (odc. 41, 42 i 43), znanych jako Tryptyk śląski, opowiadających o Grabarzu, który porywa kobiety będące fizycznie podobnymi do swojej matki, po czym zakopuje je żywcem w zrobionych własnoręcznie trumnach. Jedną z jego ofiar staje się podkomisarz Barbara Storosz.
W filmie główne role zagrali: Marek Włodarczyk jako komisarz Adam Zawada i Magdalena Schejbal jako podkomisarz Barbara Storosz, a także: Krzysztof Respondek (podkomisarz Łukasz Strzelecki;w napisach końcowych błędnie widnieje Maciej Strzelecki), Robert Talarczyk (Joachim Budny ps. Grabarz) i Stanisław Mikulski (Jan Zawada, ojciec Adama).

## Zloty fanów

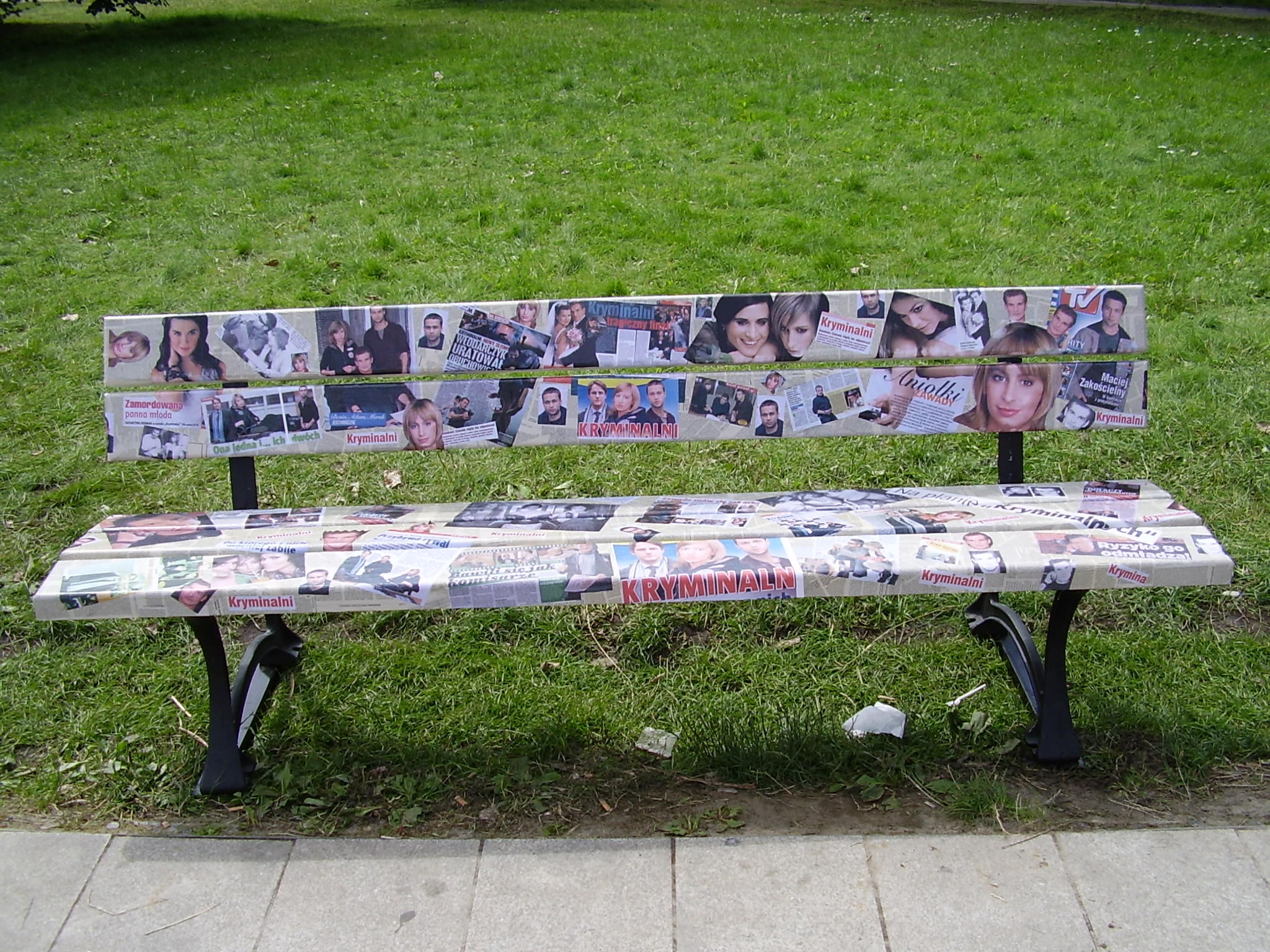
Ławka przy Promenadzie Gwiazd w Międzyzdrojach poświęcona serialowi

- I Ogólnopolski Zlot Fanów serialu Kryminalni odbył się 6 stycznia 2008. Spotkanie miało miejsce w warszawskiej Kinotece (Pałac Kultury i Nauki). Uczestniczyli w nim serialowi bohaterowie oraz realizatorzy. Na zlocie miała miejsce prapremiera 89 odcinka serialu. Imprezę prowadził Marcin Prokop[9].
- II Ogólnopolski Zlot Fanów serialu Kryminalni odbył się 22 sierpnia 2008. Podobnie jak w styczniu, obecni byli aktorzy oraz ekipa filmowa. Imprezie towarzyszyły konkursy oraz pokaz nigdzie niedostępnych materiałów filmowych ukazujących realizację serialu „od kuchni”. Następnego dnia fani wzięli udział w wycieczce po Warszawie śladami bohaterów serialu[10].
- III Ogólnopolski Zlot Fanów serialu Kryminalni podzielony był na dwie imprezy. Spotkanie z aktorami i ekipą organizowane przez fanów odbyło się 1 lutego 2009 w herbaciarni „Same Fusy” w Warszawie. Dzień później fani spotkali się z bohaterami pod Teatrem Polskim. Tego dnia serial zdobył Złotą Telekamerę[2].
- IV Ogólnopolski Zlot Fanów serialu Kryminalni zorganizowany przez fanów, odbył się 4 lipca 2009 w udostępnionym kinie Wojskowej Akademii Technicznej w Warszawie. Zlot był imprezą zamkniętą i przybrał formę maratonu z ośmiu odcinków (jednego z każdej serii), które wybrali fani w poprzednio przeprowadzonej ankiecie. Gościem specjalnym był Zygmunt Drużbicki – fotosista Kryminalnych.
- V Zlot Fanów serialu Kryminalni z okazji 10-lecia emisji pierwszego odcinka serialu odbył się 27 września 2014 w kawiarni „Kalinowe serce” w Warszawie. Na spotkaniu byli obecni odtwórcy głównych ról – Marek Włodarczyk, Maciej Zakościelny i Magdalena Schejbal, dwoje scenarzystów – Karolina Frankowska i Jacek Wereśniak, drugi reżyser i jednocześnie jeden z aktorów Marek Nowakowski, a także fotosista Zygmunt Drużbicki i Katarzyna Boczek zajmująca się scenografią. Aktorzy i twórcy serialu opowiadali i wspominali pracę na planie serialu. Odpowiadali na pytania fanów, a także rozdawali autografy i pozowali z nimi do zdjęć.

## Nagrody
- Telekamery 2006: Telekamera w kategorii „serial kryminalno-fabularny”
- Telekamery 2007: Telekamera w kategorii „serial kryminalny”
- Telekamery 2008: Telekamera w kategorii „serial kryminalno-sensacyjny”
- Telekamery 2009: nagroda specjalna – Złota Telekamera[2]

## Emisja za granicą
W 2011 Endemol Shine Polska nabył na rzecz swojej rosyjskiej spółki zależnej Weit Media prawa do produkcji serialu. Na mocy zawartego porozumienia, umowa pozwala spółce Endemol Shine Polska na wyprodukowanie rosyjskiej adaptacji serialu.